# Чин (ранг)

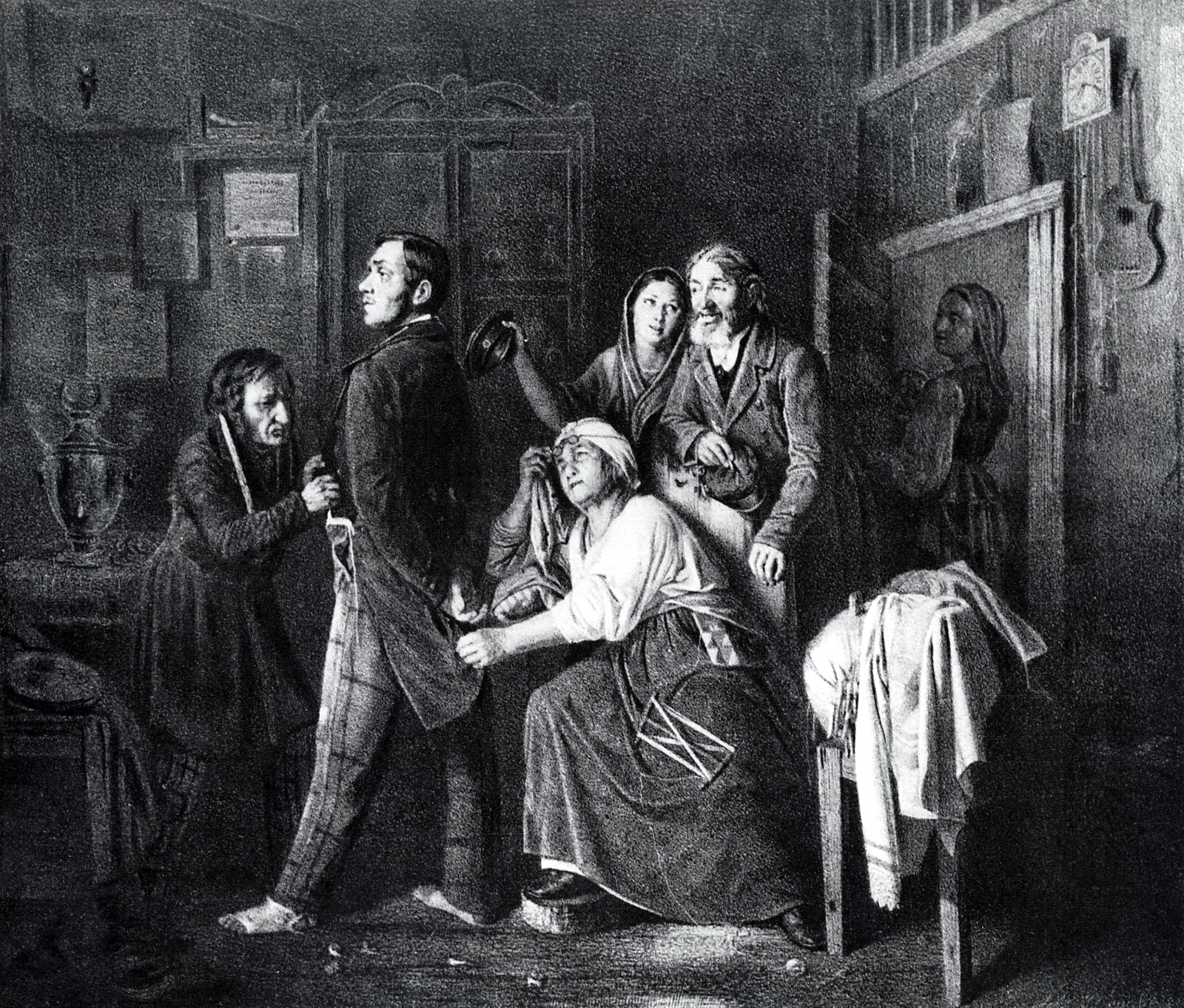
Перов В. Г. Перший чин (1860 рік).

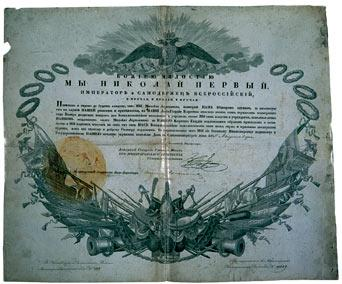
Патент М. Ю. Лермонтову на чин лейб-гвардії корнета, 1835 рік

Чин — ступінь службового становища, з яким пов'язані обов'язки та права. В Україні у деяких відомствах (органи юстиції, прокуратура) використовують класні чини, які пов'язані з посадами працівників(-ць).
У деяких Європейських державах, населення яких є носіями слов'янських мов «чин», це поняття еквівалентне військовому чи спеціальному званню в українській мові. Саме так мають назву військові звання у збройних силах Хорватії (хорв. čin), Словенії (словен. čin), а також Сербії (серб. чин), Чорногорії (чорн. čin/чин), Македонії (мак. чин), Боснії і Герцеговини (сербохорв., босн., хорв. і серб. čin /чин).
У Російській імперії 1722–1917 років назва рангів чи звання придворної, цивільної чи військової служби згідно «Табелю про ранги», встановлені в єдину загально імперську систему. Протягом існування Російської імперії чини у Табелі могли з'являтися чи зникати, а також змінювати своє положення відносно рангів.
16 грудня 1917 року після Жовтневого перевороту декретом радянського керівництва було скасовано чини, звання та титули часів Російської імперії. Але чини ще деякий час (1917—1923) продовжували використовувати на територіях, які знаходилися під владою Білих армій. Військові чини Російської імперії, вже як звання використовували під час Другої світової війни серед російських колабораційних військових формувань (РОА, КОНР та інші).
Видозмінена система військових імперських чинів стала прообразом системи персональних військових звань, які були введені у РСЧА 22 вересня 1935 року (генеральські звання відновлено 7 травня 1940 року). Ця система військових (та спеціальних) звань у 1991 році майже без змін перейшла до України.
Загальновживаним в українській мові є слово «чиновник» як позначення держслужбовця(-виці) чи взагалі людини, яка займає будь-яку посаду.